# Memorabilia (album)
Memorabilia è il primo album di Paolo Capodacqua, pubblicato su LP nel 1987 dall'etichetta Materiali Sonori.

## Tracce
1. Luci di settembre
2. L'incantesimo del lago (sigla dell'omonimo sceneggiato Rai)
3. Autunnale
4. Il décolleté dell'avventura
5. Millenaria
6. Fiabe nella notte
7. Giorni diversi
8. Oltre settembre